# Acadèmia Vagànova de Ballet

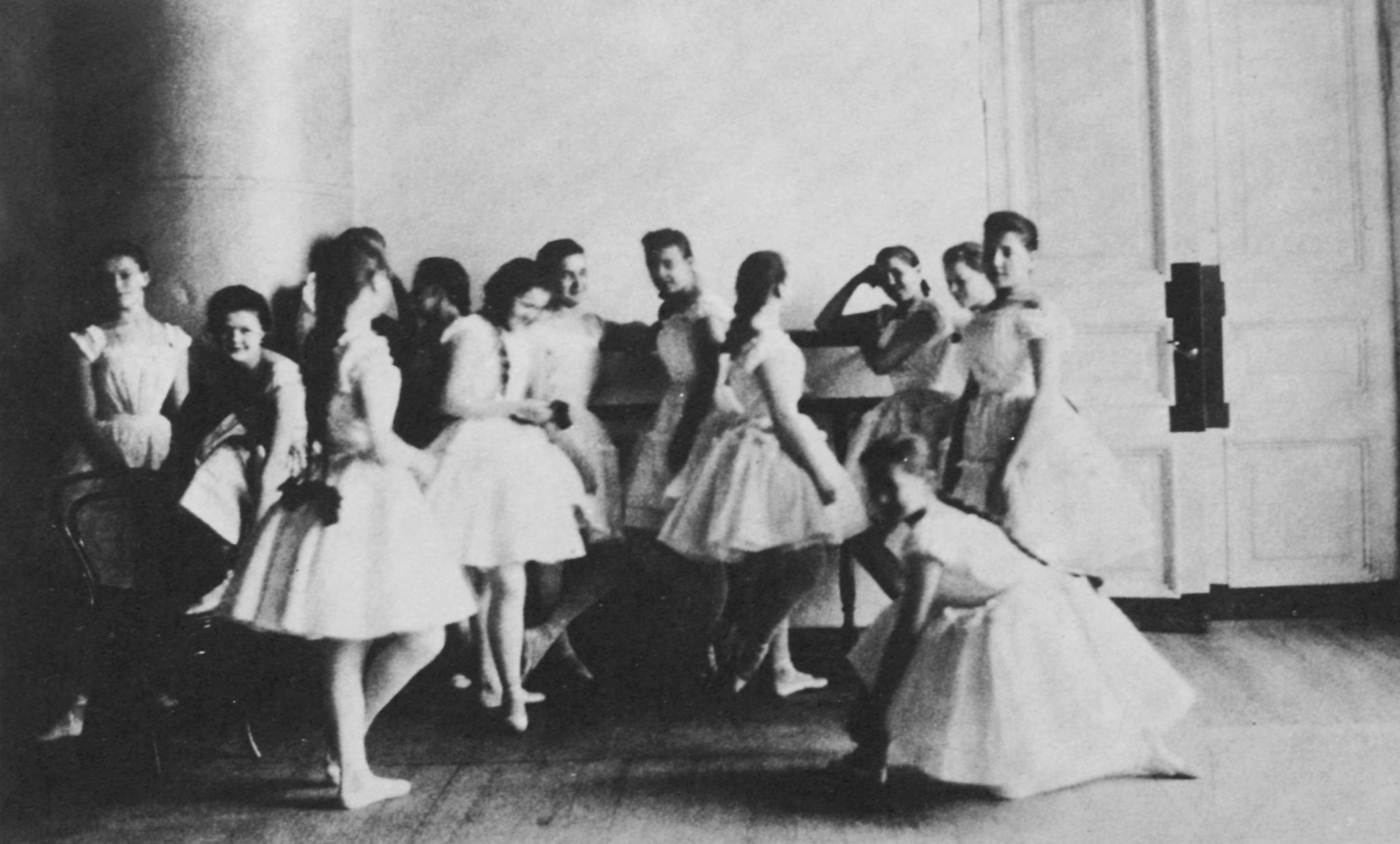
Una classe a l'Acadèmia Vagànova

L'Acadèmia Vagànova de Ballet és el nom actual d'una de les escoles de dansa clàssica més prestigioses i influents del món. Ubicada a Sant Petersburg, va ser establerta per decret de l'emperadriu Anna Ivànovna de Rússia l'any 1738. Les primeres classes es van fer a sales buides del Palau d'Hivern. El seu nom actual fa honor a la reconeguda pedagoga de la dansa Agripina Vagànova, que va desenvolupar el mètode d'ensenyament-aprenentatge que porta el seu nom. A diferents èpoques històriques ha estat coneguda també com a Escola Imperial de Ballet, Institut Estatal Coreògrafic de Leningrad i altres noms. Està associada al Ballet Mariinski. La seva directora artística actual és Janna Aiúpova.
Avui dia hi treballen més de cent-vuitanta professionals, dels quals hi ha setanta-cinc mestres de ball, i acull a més de tres-cents estudiants de tot el món. Cada any s'hi selecciona una seixantena d'entre més de tres mil candidats a nous estudiants. Aproximadament es graduen uns vint-i-cinc estudiants anualment.